# Chiesa di Santa Maria Incoronata (Castiglione d'Adda)
La chiesa di Santa Maria Incoronata è una chiesa cattolica del comune italiano di Castiglione d'Adda, nella diocesi di Lodi.

## Storia
La chiesa dell'Incoronata venne costruita alla fine del Quattrocento per ordine di Carlo Fiesco, signore di Castiglione. Nel secolo successivo Cristoforo e Girolamo Pallavicino, marchesi di Busseto, la abbellirono con nuove opere d'arte.
Il campanile venne rialzato nel 1733 aggiungendovi un fastigio e un bulbo a cipolla.

## Caratteristiche

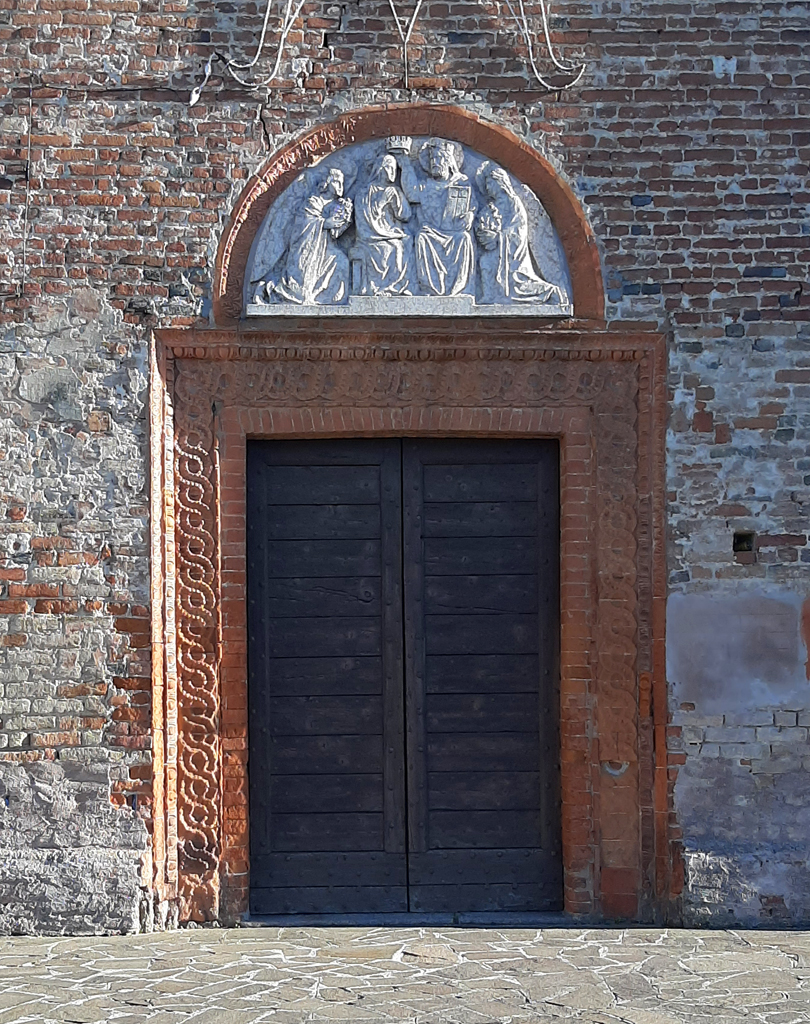
Il portale

La chiesa è posta al limite meridionale del paese, all'incrocio fra le strade per Casalpusterlengo, per Codogno e per Maleo.
Costruita in stile rinascimentale quattrocentesco, sembra fondere elementi dell'architettura di Solari, evidenti nel rigore geometrico della facciata, con quella di Filarete nell'uso abbondante di decorazioni in terracotta.
La facciata, in mattoni a vista, ha forma a capanna e si conclude superiormente con un timpano triangolare; alla base si aprono tre portali, fra loro separati da due lesene che si interrompono a metà altezza, in corrispondenza dell'oculo centrale.
I fianchi sono intonacati. In essi si aprono oculi con cornici in cotto, in posizione corrispondente alla scansione delle campate interne; i fregi in terracotta sono invece quasi completamente perduti.
L'interno è a tre navate separate da archi a tutto sesto impostati su pilastri. Le superfici murarie sono intonacate e ornate da decorazioni in cotto. Le navate laterali hanno quattro campate coperte da volte a crociera; la navata centrale, più alta e più lunga di una campata, si conclude nel presbiterio e nell'abside semicircolare.
Fra le numerose opere d'arte conservate all'interno, notevolissimo un polittico di Martino e Albertino Piazza che orna l'altare maggiore. Di grande importanza anche il sarcofago del marchese Cristoforo Pallavicino e della moglie Eleonora Viritella, posto nella navata sinistra, forse opera del cremonese Sebastiano Nani.